# Leksaksmuseum, Vadstena
Leksaksmuseum i Vadstena var ett museum i Vadstena. Tillsammans med sitt kafé och konferens- och övernattningsmöjligheter kallades anläggningen för Slottsgården. 

### Leksaksmuseet
Museet öppnade år 2000 och hade leksaker från 1800-talet och framåt exempelvis gamla dockor, dockvagnar och leksaksbilar, mopeder samt klockor från 1600-talet och framåt.
Museet stängde 2023 för renovering och är sedan sommaren 2024 och alltjämt (2025) ej medtaget i officiell förteckning över museer i Vadstena.

### Pressfotografernas kameramuseum
År 2007 öppnade även ett kameramuseum i byggnaden. Bland cirka 500 kameror i montrarna, från glasplåtarnas tid till digitalåldern, fanns bland annat Jönköpings-Postens första "reportagekamera", inköpt 1925. Kameramuseet stängdes 2022.

### Nostalgiaftnar
Slottsgården har sedan början av 00-talet arrangerat nostalgiaftnar en gång i veckan (onsdagkvällar) under sommarhalvåret. Arrangemanget var inställt 2021–2022 på grund av pandemin, men återkom 2023.